# Гыртоп (Приднестровье)
Гыртоп (рум. Hîrtop, укр. Гиртоп) — село в Григориопольском районе непризнанной Приднестровской Молдавской Республики. Административный центр Гыртопского сельсовета, куда помимо села Гыртоп также входят сёла Бруслаки, Мариян и Мокряки.

## География
Село расположено в Приднестровской Молдавской Республике / Молдова. Площадь села — около 2,70 км². Село расположено на расстоянии 15 км от города Григориополь и 65 км от г. Кишинёв.

## Население
По данным 2007 года, в селе проживало 405 человек. На 2015 год — 568 человек.

## История
Первое документальное упоминание о селе Гыртоп датировано 1877 годом.
В советский период здесь был организован колхоз. В селе Гыртоп открылись восьмилетняя школа, клуб с киноустановкой, библиотека, ателье бытового обслуживания населения, почтовое отделение, детский сад, магазин.